# 케빈 리틀
레스콧 케빈 리틀 쿰스(영어: Lescott Kevin Lyttle Coombs, 1976년 9월 14일 ~ )는 그레나딘의 소카 아티스트이다. 그는 댄스홀 아티스트 스프라가 벤즈가 피쳐링한 2003년 싱글 "Turn Me On"로 전 세계적인 히트를 기록했다.